# زنبور درودگر آفریقایی
زنبور درودگر آفریقایی (نام علمی: Xylocopa africana) نام یک گونه از سرده زنبور درودگر است.